# Новая Жизнь (Оренбургская область)
Но́вая Жизнь — посёлок в Первомайском районе Оренбургской области, входит в состав Сергиевского сельсовета.

## География
Посёлок находится на расстоянии примерно 24 км (по прямой) к северо-востоку от посёлка Первомайский, административного центра района.

### Часовой пояс
Посёлок Новая Жизнь, как и вся Оренбургская область, находится в часовой зоне МСК+2. Смещение применяемого времени относительно UTC составляет +5:00.

## История
Известен посёлок с 1920-х годов. В посёлке располагалось товарищество «Новая Жизнь», затем — колхоз имени Орджоникидзе.

## Население
| 2010 |
| ---- |
| 71   |

### Национальный состав
Согласно результатам переписи 2002 года, в национальной структуре населения русские составляли 67 % из 81 чел.